# Chaka Demus and Pliers
Chaka Demus and Pliers, stylisé Chaka Demus & Pliers, est un duo jamaïcain de reggae, originaire de Kingston. Formé en 1991, il est composé d'Everton Bonner (Pliers) et John Taylor (Chaka Demus), respectivement chanteur et deejay (au sens jamaïcain du terme) confirmés. Leur premier maxi, Gal Wine, sort en 1991. L'année suivante, Murder She Wrote est un immense succès.
Le nom Chaka est très certainement issu de Chaka, fondateur de l’empire Zoulou (1787-1828).

## Histoire

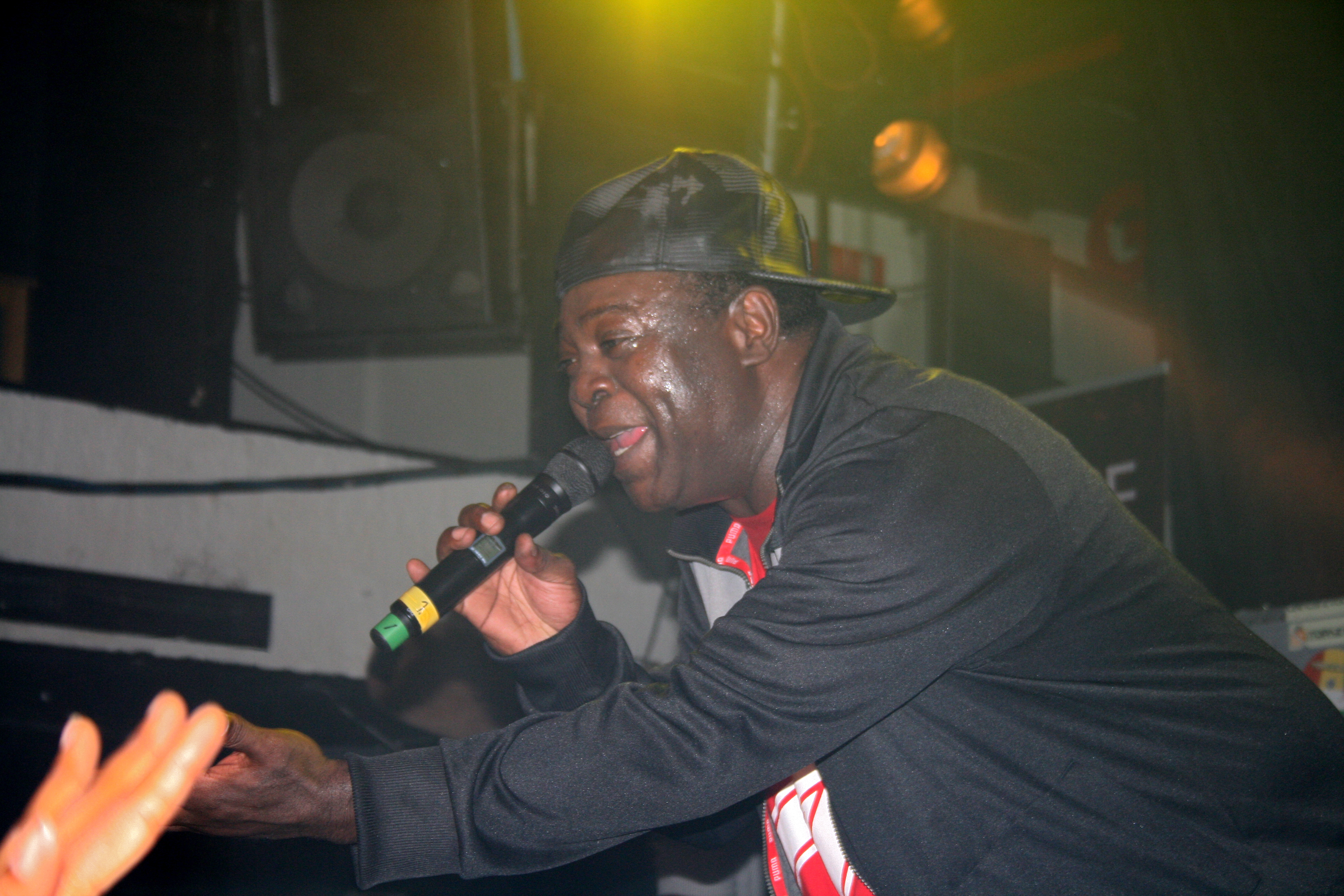
Chaka Demus

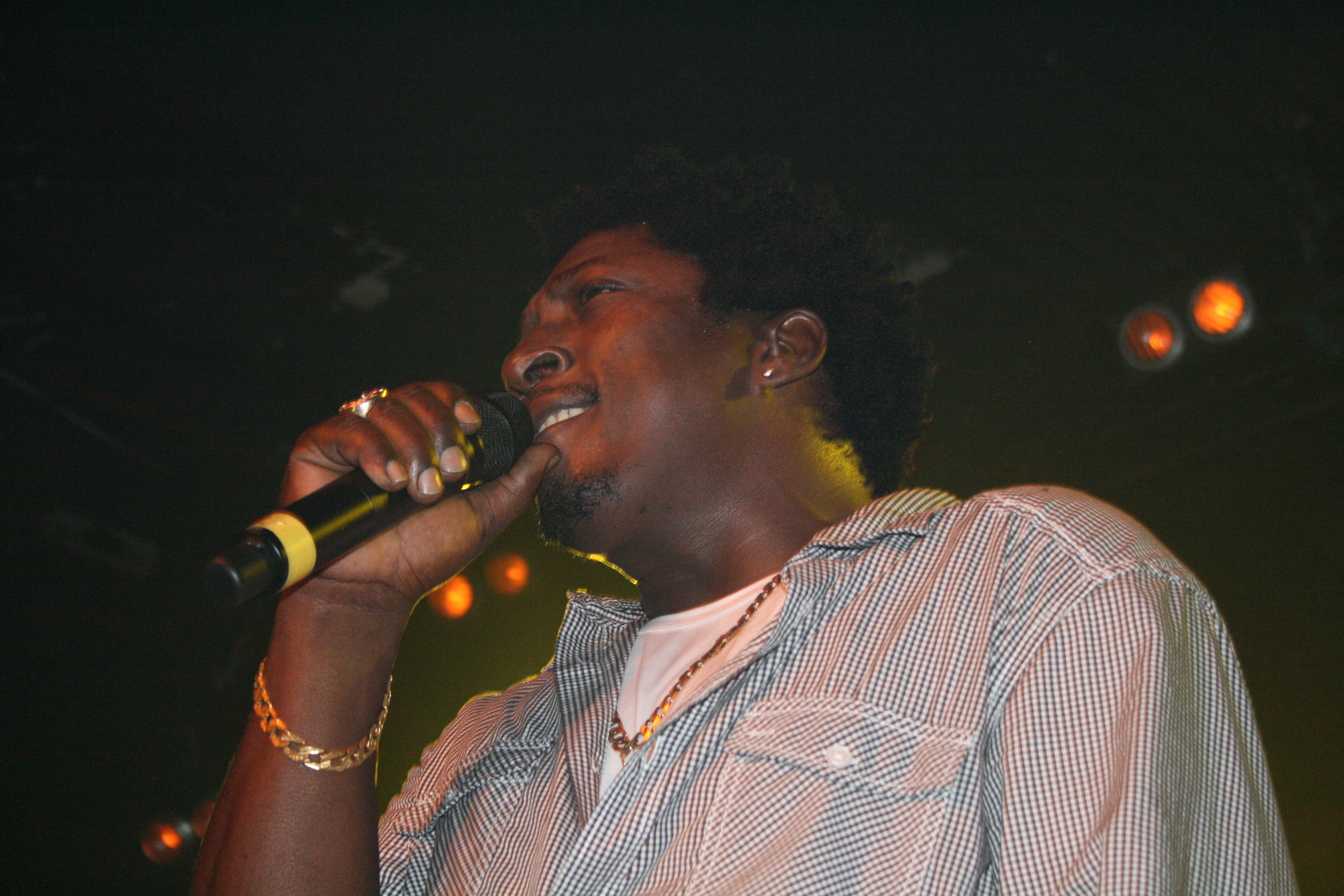
Pliers.

Les deux artistes étaient des musiciens confirmés lorsqu'ils se sont associés en 1991 après s'être produits ensemble à Miami, tous deux ayant travaillé en solo, et Pliers en duo avec Pinchers. Leurs premiers succès ensemble comprennent Gal Wine, enregistré pour le producteur Ossie Hibbert. Ils travaillent ensuite avec une série de producteurs, dont Ranking Joe, Jah Screw, Prince Jammy, et Mafia & Fluxy, et plusieurs de leurs singles les plus réussis figurent sur leur premier album Gal Wine (1992).
Ils se produisent au Reggae Sunsplash en 1992 et connaissent, l'année suivante, un succès international avec Tease Me, qui figuré dans le UK Singles Chart pendant trois mois en 1993, culminant à la troisième place en juillet,. Ils reprennent ensuite She Don't Let Nobody de Curtis Mayfield et Twist and Shout des Top Notes (avec la collaboration de Jack Radics), qui ont atteint la première place du UK Singles Chart début 1994, le duo devenant le premier groupe jamaïcain à atteindre la première place du classement en 8 ans et le premier à atteindre trois fois consécutivement la cinquième place du classement. Ils connaissent d'autres succès au Royaume-Uni avec I Wanna Be Your Man (no 19) et Gal Wine (no 20), avec six tubes en tout tirés de leur album Tease Me,. La réédition de Tease Me se classe également à la première place du UK Albums Chart en 1994 et est certifié disque d'or, avec plus de 500 000 exemplaires vendus.
En 1996, ils signent chez Island Records et sortent l'album For Every Kinda People. Ils se produisent à nouveau au Sunsplash en 2004 et 2008, et sortent l'album Help Them Lord en 2001.
En 2007, Chaka Demus and Pliers enregistrent Need Your Lovin, qui sort en vinyle chez Explorer Records. Cette chanson a été un succès dans le classement jamaïcain. Le 18 novembre 2007, Chaka Demus and Pliers interprètent Murder She Wrote aux côtés d'Alicia Keys lors des American Music Awards 2007. Au cours de l'été 2008, ils se produisent au festival annuel des Caraïbes de Détroit. Leur dernier album en date, So Proud, sort le 6 octobre 2008.
En juillet 2013, Chaka Demus and Pliers se produisent aux BET Awards dans le segment reggae aux côtés de Dawn Penn, Beenie Man et Elephant Man.

## Discographie
- 1992 : Gal Wine Wine Wine
- 1992 : Gold
- 1993 : Ruff This Year
- 1995 : She Don’t Let Nobody
- 1996 : Consciousness a Lick
- 1996 : For Every Kinda People
- 2000 : Murder She Wrote
- 2000 : Dangerous
- 2001 : Help Them Lord
- 2001 : Dancehall Dons
- 2003 : Trouble and War
- 2005 : Back Against the Wall
- 2008 : So Proud